# Vzhodna Afrika
Vzhodna Afrika je regija na vzhodnem robu afriške celine, ki jo odlikuje geografska, zgodovinska in kulturna krajina. Regija, opredeljena v različnih obsegih, je v shemi Statističnega oddelka Združenih narodov priznana kot obsegajoča 18 suverenih držav in 4 ozemelj.
Vzhodna Afrika je priznana kot zibelka zgodnjih modernih ljudi, ki so se prvič pojavili pred približno 200.000 leti, preden so se razširili po vsem svetu.

## Definicije
V ožjem smislu, zlasti v angleško govorečem kontekstu, se Vzhodna Afrika nanaša na območje, ki obsega Kenijo, Tanzanijo in Ugando, predvsem zaradi njihove skupne zgodovine pod Omanskim pomorskim imperijem in kot deli Britanskega vzhodnoafriškega protektorata in nemške vzhodne Afrike. V širših jezikovnih in geografskih razlagah izraz zajema dodatne države, kot so Džibuti, Eritreja, Etiopija in Somalija.
Vzhodnoafriška skupnost, gospodarski in politični blok, trenutno vključuje Demokratično republiko Kongo, Somalijo, Burundi, Kenijo, Ruando, Južni Sudan, Ugando in Tanzanijo. Predvsem se območje afriških Velikih jezer močno prekriva s temi državami.
Z nadaljnjo razširitvijo definicije Vzhodne Afrike, Afriški rog - ki obsega Džibuti, Eritrejo, Etiopijo in Somalijo, izstopa kot posebna geopolitična entiteta znotraj Vzhodne Afrike. V bližini teh celinskih ozemelj so otoške države in ozemlja, kot so Sokotra, Komori, Mauritius, Sejšeli, Réunion, Mayotte in Razpršeni otoki v Indijskem oceanu.
Regije, vključno z deli Mozambika in Madagaskarja, ki so pogosto poravnane z južno Afriko, imajo pomembne zgodovinske in kulturne povezave z vzhodno Afriko, zlasti prek pomorskih omrežij Indijskega oceana. Včasih je delno vključen tudi Sudan, ker je član območja proste trgovine Skupnega trga za vzhodno in južno Afriko (COMESA).

## Geografija
V shemi geografskih regij Statističnega oddelka Združenih narodov 10-11-(16*) ozemelj sestavlja vzhodno Afriko:
- Tanzanija, Kenija, Uganda, Ruanda, Burundi, Demokratična republika Kongo in Južni Sudan so članice vzhodnoafriške skupnosti. Prvih pet je prav tako vključenih v območje afriških Velikih jezer. Burundi in Ruanda se včasih prav tako štejeta za del Srednje Afrike.[11]
- Džibuti, Eritreja, Etiopija in Somalija so skupaj znane kot Afriški rog. Območje je najbolj vzhodna projekcija afriške celine.[12]
- Komori, Mavricij in Sejšeli – majhne otoške države v Indijskem oceanu.
- Réunion, Mayotte (geografsko del Komorskih otokov) in Razpršeni otoki v Indijskem oceanu – francoska čezmorska ozemlja tudi v Indijskem oceanu.
- Mozambik in Madagaskar – pogosto veljata za del južne Afrike, na vzhodni strani podceline. Madagaskar ima tesne kulturne vezi z jugovzhodno Azijo in vzhodno Afriko ter otoki v Indijskem oceanu.
- Malavi, Zambija in Zimbabve – pogosto vključeni tudi v Južno Afriko in so prej sestavljali Srednjeafriško federacijo (zgodovinsko znano tudi kot Federacija Rodezije in Nyasalanda).
- Južni Sudan in Sudan – skupaj del doline reke Nil. Nahajajo se v severovzhodnem delu celine. Tudi članice območja proste trgovine Skupnega trga za vzhodno in južno Afriko (COMESA).

Geografija vzhodne Afrike je pogosto osupljiva in slikovita. Vzhodna Afrika, oblikovana z globalnimi tektonskimi silami plošč, ki so ustvarile Vzhodnoafriški tektonski jarek, je kraj Kilimandžara (5895 m) in Mount Kenya (5199 m), dveh najvišjih vrhov v Afriki. Vključuje tudi drugo največje sladkovodno jezero na svetu, Viktorijino jezero, in drugo najgloblje jezero na svetu, Tanganjiško jezero.
Edinstvena geografija in navidezna primernost za kmetovanje sta Vzhodno Afriko naredila tarčo evropskega raziskovanja, izkoriščanja in kolonializacije v 19. stoletju. Danes je turizem pomemben del gospodarstev Kenije, Tanzanije, Sejšelov in Ugande. Najbolj vzhodna točka celine, to je Ras Hafun v Somaliji, je arheološkega, zgodovinskega in gospodarskega pomena.
Gorovja Vzhodne Afrike so Ras Dašan (Ras Dashen) (4620 m), Batu (4307 m), Njiru (2805 m), Moroto (3084 m), Mount Elgon (4321 m), Mount Kenya (5199 m) in Ruvenzori  (5109 m). Zaradi visoke lege je podnebje suho in hladno kljub temu, da leži regija ob ekvatorju.
Reke Vzhodne Afrike so Modri Nil (Abaj, Abay), Tana, Viktorijin Nil in Vebi Džuba.
Nekateri deli vzhodne Afrike so bili znani po koncentracijah divjih živali, kot je "velikih pet": slon, bivol, lev, črni nosorog in leopard, čeprav populacije v zadnjem času zaradi vse večjega stresa upadajo, zlasti nosoroga in slona.

## Demografija
Vzhodna Afrika je imela leta 2000 ocenjeno 260 milijonov prebivalcev. Do leta 2050 naj bi to število doseglo 890 milijonov, s povprečno stopnjo rasti 2,5 % na leto. Pričakuje se, da se bo število prebivalstva leta 2000 v 21. stoletju povečalo za petkrat, do leta 2100 na 1,6 milijarde (ocene ZN iz leta 2017). V Etiopiji je leta 2016 ocenjeno 102 milijona prebivalcev.

## Jeziki
Na Afriškem rogu in v dolini Nila prevladujejo afroazijski jeziki, vključno z jeziki kušitske (kot so beja, oromo in somalščina), semitske (kot so amharščina, arabščina in tigrinja) in omotske (kot je volajta) veje.
Na območju afriških Velikih jezer so najbolj razširjeni nigersko-kongoški jeziki bantujske veje. Med temi jeziki so kikuju, luhja, kinjarvanda, kirundi, kisukuma, luganda in mnogi drugi. Svahili, z vsaj 80 milijoni govorcev kot prvi ali drugi jezik, je pomemben trgovski jezik na območju Velikih jezer. Uradni status ima v Tanzaniji, Keniji in Ugandi.
Nilotski jeziki, kot so luo, kalenjin, masaj in nuer, se govorijo v manjšem številu, predvsem v afriških Velikih jezerih in dolini Nila.
Indoevropski jeziki, kot so angleščina, francoščina, portugalščina in italijanščina, ostajajo pomembni v višjih ustanovah v nekaterih delih širše regije.

## Zgodovina

### Prazgodovina
Glede na teorijo o nedavnem afriškem poreklu sodobnega človeka, ki je večinoma prevladujoče prepričanje med večino arheologov, se je Vzhodna Afrika na območju afriških Velikih jezer prvič pojavila anatomsko moderni človek. Obstajajo različne teorije o tem, ali je šlo za en eksodus ali za več; model večkratne razpršitve vključuje teorijo južne razpršitve. Nekateri raziskovalci menijo, da je bila Severna Afrika regija Afrike, iz katere so sodobni ljudje prvi odšli s celine.
Glede na genetske in fosilne dokaze je bilo postavljeno, da se je arhaični Homo sapiens razvil v anatomsko sodobnega človeka na Afriškem rogu pred približno 200.000 leti in se od tam razpršil. Priznanje Homo sapiens idaltu in Omo Kibiš kot anatomsko modernih ljudi bi upravičilo opis sodobnih ljudi z imenom podvrste Homo sapiens sapiens. Zaradi svoje zgodnje datacije in edinstvenih fizičnih značilnosti idaltu in kibiš predstavljata neposredne prednike anatomsko modernih ljudi, kot nakazuje teorija izven Afrike.
Leta 2017 najdbe sodobnih človeških ostankov, ki segajo pred približno 300.000 leti v Džebel Irhoud v Maroku, kažejo, da so se sodobni ljudje pojavili prej in morda na večjem območju Afrike, kot se je prej mislilo.
Vzhodna Afrika je ena najzgodnejših regij, kjer naj bi živel Homo sapiens. Leta 2018 so bili najdeni dokazi izpred približno 320.000 let na kenijskem najdišču Olorgesailie o zgodnjem pojavu sodobnega vedenja, povezanega s Homo sapiensom, vključno z: trgovskimi mrežami na dolge razdalje (ki vključujejo blago, kot je obsidian), uporabo pigmentov in možna izdelava izstrelkov. Avtorji treh študij iz leta 2018 opažajo, da so dokazi o tem vedenju približno sodobni najzgodnejšim znanim fosilnim ostankom Homo sapiensa iz Afrike (kot na primer v Džebel Irhoudu in Florišadu), in kažejo, da se je zapleteno in sodobno vedenje že začelo v Afriki približno v času nastanka Homo sapiensa.
Septembra 2019 so znanstveniki poročali o računalniški določitvi navidezne oblike lobanje zadnjega običajnega človeškega prednika sodobnega človeka na podlagi 260 CT-pregledov/H. sapiens, predstavnik najzgodnejšega Homo sapiensa, in predlagali, da je Homo sapiens nastal pred 350.000 do 260.000 leti z združitvijo populacij v Južni in Vzhodni Afriki.
teorija selitvene poti Iz Afrike je verjetno potekala v vzhodni Afriki skozi Bab el Mandeba. Danes je Rdeče morje v ožini Bab-el-Mandeba široko približno 19 kilometrov, vendar je bilo pred 50.000 leti veliko ožje in morska gladina je bila 70 metrov nižja. Čeprav ožine niso bile nikoli popolnoma zaprte, so morda bili vmes otoki, do katerih je bilo mogoče priti s preprostimi splavi.
Nekaj najzgodnejših skeletnih ostankov hominina so našli v širši regiji, vključno s fosili, odkritimi v dolini Avaš v Etiopiji, kot tudi v Koobi Fora v Keniji in soteski Olduvai v Tanzaniji.
Južni del vzhodne Afrike so do nedavnega zasedali kojsanski lovci-nabiralci, medtem ko so v Etiopskem višavju osel in poljščine, kot je tef ( Eragrostis tef), omogočile začetek kmetijstva okoli 7000 pr. n. št.. Nižinske ovire in bolezni, ki jih prenaša muha cece, pa so oslu in kmetijstvu preprečile, da bi se razširila proti jugu. Šele v zadnjem času se je poljedelstvo razširilo v bolj vlažna območja južno od ekvatorja s širjenjem goveda, ovac in poljščin, kot je proso. Jezikovna porazdelitev kaže, da se je to najverjetneje zgodilo iz Sudana v območje afriških Velikih jezer, saj imajo nilotski jeziki, ki so jih govorili ti predbantujski kmetje, svoje najbližje sorodnike v srednjem porečju Nila.

### Antika
Džibuti, Eritreja, Etiopija, Somalija in obala Rdečega morja v Sudanu veljajo za najverjetnejšo lokacijo dežele, ki so jo Stari Egipčani poznali kot Punt. Prva omemba starega kraljestva sega v 25. stoletje pred našim štetjem. Starodavni Puntiti so bili narod ljudi, ki so imeli tesne odnose s faraonskim Egiptom v času faraona Sahureja in kraljice Hačepsut.
Aksumsko kraljestvo je bil trgovski imperij s središčem v Eritreji in severni Etiopiji. Obstajala je od približno 100–940 n. št., zraslo je iz protoaksumskega obdobja železne dobe okoli 4. stoletje pr. n. št., da bi doseglo pomembnost do 1. stoletja n. št. Kraljestvo je omenjeno v Periplusu Eritrejskega morja kot pomemben trg za slonovino, ki so jo izvažali po vsem starem svetu. Aksumu je takrat vladal Zoskal, ki je upravljal tudi pristanišče Adulis. Aksumski vladarji so olajšali trgovino s kovanjem lastne aksumske valute. Država je prav tako vzpostavila svojo hegemonijo nad propadajočim kraljestvom Kuš in redno vstopala v politiko kraljestev na Arabskem polotoku ter sčasoma razširila svojo oblast nad regijo z osvojitvijo Himjaritskega kraljestva.

#### Širjenje Bantu
Med 2500 in 3000 leti so bantu govoreča ljudstva začela tisočletja dolgo serijo selitev proti vzhodu iz svoje domovine okoli južnega Kameruna. Ta širitev Bantujcev je uvedla kmetijstvo v velik del območja afriških Velikih jezer. V naslednjih petnajstih stoletjih so Bantujci počasi okrepili kmetovanje in pašništvo v vseh primernih regijah vzhodne Afrike, pri čemer so navezali stike z avstronezijsko in arabsko govorečimi naseljenci na južnih obalnih območjih. Slednji so razširili islam tudi na obalni pas, vendar je večina Bantujcev ostala privržencev afriške tradicionalne vere.
V obdobju mnogih stoletij so večino ljudstev, ki so lovili in iskali hrano, razselili in absorbirali prihajajoče skupnosti Bantujcev, pa tudi kasnejše skupnosti Nilotov. Širitev Bantujcev je bila dolga serija fizičnih migracij, širjenje jezika in znanja ven v in iz sosednjih populacij ter ustvarjanje novih družbenih skupin, ki vključujejo medsebojne poroke med skupnostmi in majhne skupine, ki se selijo v skupnosti, in majhne skupine, ki se selijo na nova območja.
Po svojih premikih iz svoje prvotne domovine v Zahodni Afriki so Bantujci v osrednji vzhodni Afriki naleteli tudi na ljudstva kušitskega izvora. Kot nakazuje govedorejska terminologija, ki se uporablja med nekaj sodobnimi pastirskimi skupinami Bantujcev, so migranti Bantu pridobivali govedo od svojih novih kušitskih sosedov. Jezikovni dokazi tudi kažejo, da si je Bantujec navado molže goveda najverjetneje izposodil neposredno od kušitskih ljudstev na tem območju.
Na obalnem delu območja afriških Velikih jezer se je zaradi stika z muslimanskimi arabskimi in perzijskimi trgovci razvila druga mešana skupnost Bantujcev, kar je vodilo v razvoj mešanih arabskih, perzijskih in afriških svahilijskih mestnih držav. Svahilijska kultura, ki je nastala iz teh izmenjav, odraža številne arabske in islamske vplive, ki jih v tradicionalni bantujski kulturi ni opaziti, tako kot številni afro-arabski pripadniki ljudstva Bantu Svahili. S svojo prvotno govorno skupnostjo, ki je osredotočena na obalne dele Tanzanije (zlasti Zanzibarja) in Kenije - obmorska obala, imenovana svahilska obala - jezik bantu svahili vsebuje veliko arabskih izposojenk kot posledico teh interakcij. Pomembno je omeniti, da sta slovnica in struktura kisvahilija izključno afriški in bantujski, tudi če ima besedišče neafriški vpliv, na enak način angleščina ostaja germanski jezik, ne glede na to, da sta na njeno besedišče med drugimi jeziki močno vplivala latinščina in francoščina
Najzgodnejši Bantujci vzhodne obale Kenije in Tanzanije, na katere so naleteli ti kasnejši arabski in perzijski naseljenci, so bili različno identificirani s trgovskimi naselbinami Rhapta, Azania in Menouthias, ki se omenjajo v zgodnjih grških in kitajskih spisih od 50 do 500 n. št., kar je na koncu privedlo do imena Tanzanija. Ti zgodnji zapisi morda dokumentirajo prvi val bantujskih naseljencev, ki so med selitvijo dosegli osrednjo vzhodno Afriko.
Med 14. in 15. stoletjem so se pojavila velika kraljestva in države ob Velikih afriških jezerih, kot sta kraljevini Buganda in Karagwe v Ugandi in Tanzaniji.

### Sodobnost

#### Arabsko in portugalsko obdobje
Portugalci so bili prvi Evropejci, ki so po morju raziskovali območje današnje Kenije, Tanzanije in Mozambika. Vasco da Gama je leta 1498 obiskal Mombaso. Da Gamino potovanje je uspelo doseči Indijo, kar je Portugalcem omogočilo neposredno trgovanje z Daljnim vzhodom po morju. To je izzvalo starejše trgovske mreže mešanih kopenskih in morskih poti, kot so trgovske poti z začimbami, ki so uporabljale Perzijski zaliv, Rdeče morje in karavane kamel, da bi dosegle vzhodno Sredozemlje.
Beneška republika je pridobila nadzor nad večino trgovskih poti med Evropo in Azijo. Potem ko so Osmanski Turki zaprli tradicionalne kopenske poti v Indijo, je Portugalska upala, da bo uporabila pomorsko pot, ki jo je uvedel da Gama, da bi razbila nekoč beneški trgovinski monopol. Portugalska oblast na območju afriških Velikih jezer se je osredotočila predvsem na obalni pas okoli Mombase. Portugalska prisotnost na tem območju se je uradno začela po letu 1505, ko so paradne ladje pod poveljstvom don Francisca de Almeide osvojile Kilwa, otok v današnji južni Tanzaniji.
Marca 1505, potem ko je prejel od Manuela I. Portugalskega imenovanje za podkralja na novo osvojenem ozemlju v Indiji, je izplul iz Lizbone, poveljujoč veliki in močni floti, in julija prispel v Quiloa (Kilva), ki je popustila skoraj brez boja. Veliko močnejši odpor so ponudili Mavri iz Mombase. Vendar je bilo mesto zavzeto in uničeno, njegovi veliki zakladi pa so šli za krepitev virov Almeide. Sledili so napadi na Hojo (zdaj znano kot Ungvana, ki je ob izlivu reke Tana), Barava, Angoče, Pate in druga obalna mesta, dokler ni zahodni Indijski ocean postal varno zatočišče za portugalske komercialne interese. Na drugih mestih na njegovi poti, kot sta otok Angediva blizu Goe in Cannanore, so Portugalci zgradili utrdbe in sprejeli ukrepe za zavarovanje portugalske prevlade.
Glavni cilj Portugalske na svahilski obali je bil od Arabcev prevzeti nadzor nad trgovino z začimbami. Na tej stopnji je portugalska prisotnost v Vzhodni Afriki služila za nadzor nad trgovino v Indijskem oceanu in zavarovanje pomorskih poti, ki povezujejo Evropo z Azijo. Plovila portugalske mornarice so bila zelo moteča za trgovino sovražnikov Portugalske v zahodnem Indijskem oceanu in so lahko zahtevala visoke carine za predmete, ki so se prevažali po morju zaradi njihovega strateškega nadzora nad pristanišči in ladijskimi potmi. Gradnja trdnjave Fort Jesus v Mombasi leta 1593 naj bi utrdila portugalsko hegemonijo v regiji, vendar so njihov vpliv zmanjšali britanski, nizozemski in omanski arabski vdori na območje Velikih jezer v 17. stoletju.
Omanski Arabci so predstavljali najbolj neposreden izziv portugalskemu vplivu na območju afriških Velikih jezer. V tem času je Portugalski imperij že izgubil zanimanje za pomorsko trgovino z začimbami zaradi vse manjše donosnosti tega posla. Arabci so si povrnili velik del trgovine v Indijskem oceanu, zaradi česar so se Portugalci umaknili proti jugu, kjer so ostali v portugalski vzhodni Afriki (Mozambik) kot edini vladarji do osamosvojitve Mozambika leta 1975.
Omanska arabska kolonizacija kenijske in tanzanijske obale je nekoč neodvisne mestne države postavila pod strožji tuji nadzor in nadvlado, kot je bilo to v portugalskem obdobju. Tako kot njihovi predhodniki so lahko omanski Arabci primarno nadzorovali samo obalna območja, ne pa notranjosti. Vendar so ustanovitev nasadov nageljnovih žbic, okrepitev trgovine s sužnji in selitev omanske prestolnice v Zanzibar leta 1839 s strani Sejida Saida vplivali na utrditev omanske moči v regiji.
Arabsko upravljanje vseh večjih pristanišč vzdolž svahilske obale se je nadaljevalo, dokler britanski interesi, usmerjeni predvsem v odpravo trgovine s sužnji in ustvarjanje sistema mezdnega dela, niso začeli pritiskati na omansko oblast. Do poznega 19. stoletja so Britanci popolnoma prepovedali trgovino s sužnji na odprtem morju in omanski Arabci se niso mogli upreti sposobnosti britanske mornarice, da uveljavi direktivo. Omanska prisotnost se je v Zanzibarju in Pembi nadaljevala do zanzibarske revolucije leta 1964. Vendar pa je bila uradna omanska arabska prisotnost v Keniji preverjena z nemškim in britanskim zasegom ključnih pristanišč in ustvarjanjem ključnih trgovinskih zavezništev z vplivnimi lokalnimi voditelji v 1880-ih.

#### Obdobje evropskega imperializma
Med 19. in 20. stoletjem je Vzhodna Afrika postala prizorišče tekmovanja med glavnimi imperialističnimi evropskimi državami tistega časa. Tri glavne barve afriške države so bile bež, rdeča in modra. Rdeča je pomenila Angleže, modra Francoze, bež pa Nemčijo v obdobju kolonializma. V obdobju boja za Afriko je skoraj vsaka država v širši regiji v različni meri postala del evropskega kolonialnega imperija.
Portugalska je najprej vzpostavila močno prisotnost v južnem Mozambiku in Indijskem oceanu od 15. stoletja, medtem ko je v tem obdobju njihova posest vse bolj rasla, vključno z deli od sedanje severne države Mozambik, do Mombase v današnji Keniji. Pri Malavijskem jezeru so se končno srečali z nedavno ustanovljenim britanskim protektoratom Nyasaland (danes Malavi), ki je istoimensko jezero obkrožil s treh strani, tako da je Portugalcem prepustil nadzor nad vzhodno obalo jezera. Britanski imperij je stopil na najbolj izkoriščena in obetavna ozemlja v regiji ter pridobil današnjo Ugando in Kenijo. Protektorat Ugande in kolonija Kenija sta bila na bogatem obdelovalnem območju, ki je bilo večinoma primerno za gojenje tržnih poljščin, kot sta kava in čaj, pa tudi za živinorejo s proizvodi, proizvedenimi iz goveda in koz, kot so kozje meso, govedina in mleko. Poleg tega je imelo to območje potencial za znatno stanovanjsko širitev, saj je bilo primerno za preselitev velikega števila britanskih državljanov v regijo. Prevladujoče podnebne razmere in geomorfologija regije so omogočile ustanovitev cvetočih naselij v evropskem slogu, kot so Nairobi, Vila Pery, Vila Junqueiro, Porto Amélia, Lourenço Marques in Entebbe.
Francozi so poselili največji otok v Indijskem oceanu (in četrti največji na svetu), Madagaskar, skupaj s skupino manjših otokov v bližini, namreč Réunion in Komori. Madagaskar je postal del francoskega kolonialnega imperija po dveh vojaških akcijah proti Kraljevini Madagaskar, ki ju je sprožil, potem ko je Britanijo prepričal, naj se odpove svojim interesom na otoku v zameno za nadzor nad Zanzibarjem ob obali Tanganjike, pomembnega otoškega središča trgovine začimb. Britanci so imeli v regiji tudi številne otoške kolonije, vključno z razširjenim arhipelagom Sejšeli in bogatim kmetijskim otokom Mavricij, ki je bil prej pod francosko suverenostjo.
Nemško cesarstvo je pridobilo nadzor nad velikim območjem, imenovanim Nemška vzhodna Afrika, ki obsega današnjo Ruando, Burundi in celinski del Tanzanije, imenovan Tanganjika. Leta 1922 so Britanci pridobili mandat Društva narodov nad Tanganjiko, ki so jo upravljali do osamosvojitve Tanganjike leta 1961. Po zanzibarski revoluciji leta 1965 je neodvisna država Tanganjika oblikovala Združeno republiko Tanzanijo z združitvijo med celino in verigo otokov Zanzibar. Zanzibar je zdaj polavtonomna država v zvezi s celino, ki se skupno in običajno imenuje Tanzanija. Nemška vzhodna Afrika, čeprav zelo obsežna, ni imela takšnega strateškega pomena kot kolonije britanske krone na severu: poselitev teh dežel je bila težavna in zato omejena, predvsem zaradi podnebnih razmer in lokalne geomorfologije. Italija je leta 1880 prevzela nadzor nad različnimi deli Somalije. Južne tri četrtine Somalije so postale italijanski protektorat (italijanska Somalija).
Medtem je leta 1884 ozek obalni pas Somalilanda prešel pod britanski nadzor (British Somaliland). Ta protektorat Somaliland je bil ravno nasproti britanske kolonije Aden na Arabskem polotoku. Z zavarovanimi ozemlji je Britanija lahko služila kot vratar pomorske poti, ki vodi v Britansko Indijo. Leta 1890, začenši z nakupom majhnega pristaniškega mesta Asseb od lokalnega sultana v Eritreji, so Italijani kolonizirali celotno Eritrejo.
Leta 1895 so Italijani iz oporišč v Somaliji in Eritreji sprožili prvo italijansko-etiopsko vojno proti pravoslavnemu cesarstvu Etiopije. Do leta 1896 je vojna postala popolna katastrofa za Italijane in Etiopiji je uspelo obdržati svojo neodvisnost. Etiopija je ostala neodvisna do leta 1936, ko je po drugi italijansko-abesinski vojni postala del italijanske vzhodne Afrike. Italijanska okupacija Etiopije se je končala leta 1941 med drugo svetovno vojno kot del vzhodnoafriške kampanje. Francozi so zastavili tudi vzhodnoafriško postojanko na poti proti Francoski Indokini. Od leta 1850 je majhen protektorat Džibuti leta 1897 postal Francoska Somalija.